# Departe de Tipperary
Departe de Tipperary este un film românesc din 1973 regizat de Manole Marcus.

## Distribuție
- Fory Etterle — Salvator Varga, fruntaș țărănist, fost senator, doctor în drept
- Ilarion Ciobanu — comisarul de siguranță Mihai Roman, fost ilegalist comunist
- Maria Clara Sebök — Iuliana Varga, fiica senatorului Varga
- Victor Rebengiuc — Horia Baniciu, comandant legionar
- Maria Rotaru — iubita lt. Predescu de la Clubul Miliardarilor
- Ernest Maftei — comisarul-șef de siguranță Petre Drăgan, fost ilegalist comunist
- Peter Paulhoffer — lt. aviator Bibi Predescu, fiul unui moșier din Târgoviște
- Vasile Pupeza — lt. aviator Mihai (Michi) Munteanu
- Zephi Alșec — Pordea, fruntaș țărănist
- Manu Nedeianu — Spinanțiu, fruntaș țărănist
- Constantin Dinulescu — Olteanu, fruntaș țărănist
- Virgil Mogoș — Miclescu, fruntaș țărănist
- Constantin Zărnescu
- Constantin Brezeanu — general român
- Cornel Revent — comisarul de siguranță Dăscălescu
- Carmen Petrescu — slujnica din casa senatorului Varga
- Any Cosma
- Nicolae Neamțu-Ottonel — Iuliu Maniu, președintele PNȚ
- Nicolae Praida — comisar de siguranță
- Gheorghe Filip
- Ion Anghelescu Moreni — colonelul Iorgulescu, trișorul de la Clubul Miliardarilor
- Richard Rang
- George Buznea
- Valeria Gagialov
- Nelly Sterian	(menționată Nely Sterian)
- Lia Șahighian
- Vera Varzopov
- Andrei Magheru
- Constantin Drăgănescu — legionar
- Maria Bernachi
- Camelia Zorlescu — domnișoară din Clubul Miliardarilor
- Gheorghe Mazilu
- Cami Pereț
- Nicolae Curta
- Maricel Laurențiu
- Paul Rușcă
- Virgil Dumitrescu
- Victor Mavrodineanu
- Sabin Marian
- Ion Pascu
- Marica Rác Bársony
- Paula Chiuaru	(menționată Paula Chioaru)
- Lupu Buznea
- Silviu Lambrino
- Victor Ianculescu
- Mircea Cosma
- Petre Gheorghiu Goe
- Victor Hașeganu
- Zaharia Titi Alexe
- Nely Constantinescu
- Constantin Lică
- Marieta Luca
- Eusebiu Ștefănescu

## Prezentare
În rolurile principale joacă actorii Fory Etterle, Ilarion Ciobanu și Maria Clara Sebők. Filmul ficționalizează Fuga de la Tămădău (1947), evenimentul istoric în care conducerea PNȚ a încercat să fugă din România pentru a întemeia un guvern în exil, când mijloacele democratice fuseseră epuizate și guvernul lui Petru Groza devenea tot mai represiv. Prin tușele groase aplicate personajelor opuse comuniștilor, filmul capătă aspecte caricaturizante și de un comic involuntar, democrații veritabili fiind înfățișați ca niște indivizi meschini, care trăiesc în lux și își petrec timpul cu jocuri de noroc. Filmul este al patrulea în care apare personajul ficțional Comisarul Roman, jucat de Ilarion Ciobanu.

## Primire
După premiera din 20 august 1973, filmul a fost vizionat în cinematografele din România de 1.820.235 de spectatori, după cum atestă o situație a numărului de spectatori înregistrat de filmele românești de la data premierei și până la data de 31.12.2007 alcătuită de Centrul Național al Cinematografiei.
„Folosind numeroase personaje reale din timpul evocat, catastrofa de la Tămădău dobândește, în propaganda cinematografică, valori de melodramă sentimentală.”— Tudor Caranfil, Dicționar de filme românești, 2002